# Wilfrid Scawen Blunt

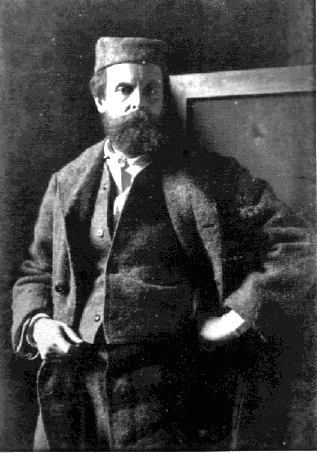
Wilfrid Scawen Blunt.

Wilfrid Scawen Blunt, född 17 augusti 1840 i Sussex, död 10 september 1922, var en engelsk poet och författare. Blunt gjorde sig även känd som äventyrare och reste bland annat till norra Afrika och Mellanöstern, bland annat för att köpa, föda upp och sälja hästar av hög kvalitet. I England startade Blunt upp ett av världens främsta stuterier inom uppfödningen av arabiska fullblod, Crabbet Arabian Stud. Blunt publicerade flera diktsamlingar och politiska essäer mellan 1875 och 1920 och engagerade sig även politiskt i bland annat oroligheterna på Irland.

## Biografi

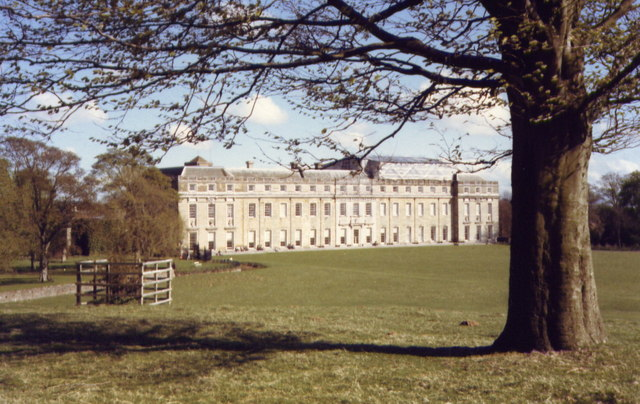
Wilfrid Scawen Blunt föddes och växte upp på slottet Petworth House i Sussex.

Wilfrid Scawen Blunt föddes 17 augusti 1840 i Petworth House i Sussex. Han studerade vid Stonyhurst St Marys Collage och 1858, vid 18 års ålder, hade Blunt utbildat sig till diplomat och arbetade åt den brittiska regeringen fram till 1869 då han gifte sig med lady Anne Noel, dotter till earlen av Lovelace och barnbarn till lord Byron. År 1875 publicerades även Blunts första diktsamling, "Sonnets and Songs of Proteus". 
Tillsammans med lady Anne började Blunt att resa runt i världen. Bland annat reste de genom Spanien, Algeriet, Egypten och den syriska öknen. De reste ett flertal gånger till Mellanöstern och Indien. Makarna startade då ett stuteri i England, Crabbetstuteriet, för att föda upp arabiska fullblod som de köpte i bland annat Egypten. Makarna köpte även lite mark utanför Kairo där de startade ytterligare en uppfödning. Tillsammans fick de flera barn men enbart en av dem överlevde till vuxen ålder, Judith Blunt-Lytton som senare skulle bli den 16:e baronessan Wentworth, även kallad Lady Wentworth.
Blunt engagerade sig nu aktivt inom politiken och skrev, förutom poesi, även ett stort antal politiska essäer. År 1882 publicerades hans samling "The Future of Islam" vilket ledde till att Blunt hamnade i en konflikt med den egyptiska officeren Urabi Pasha. Detta ledde till att han blev förbjuden att återvända till Egypten under fyra års tid. År 1885 gav han dock ut ytterligare en politisk essä "Ideas about India" där Blunt motarbetade den brittiska imperialismen vilket fick honom fängslad 1888. År 1907 blev han även hårt motarbetad av regeringen efter att han publicerade "The Secret History of the English Occupation of Egypt" där han tydligt kritiserade Storbritanniens kolonisering av Egypten. 
År 1906 skildes Blunt och lady Anne på grund av Blunts kärleksaffärer med bland annat Catherine Walters och Jane Morris och Crabbetstuteriet tillföll lady Anne. Blunt fick istället deras andra ägor, Caxtons Farm och halva flocken av hästarna. Blunt fick då stora ekonomiska bekymmer och sålde av många av hästarna för att betala av sina skulder. Då hans tidigare fru lady Anne flyttade till Egypten på heltid ledde detta till stora bråk mellan Blunt och hans dotter om vem som ägde Crabbetstuteriet. Lady Anne dog år 1917 och hade då testamenterat stuteriet till Judiths barn istället för till Judith. Blunt hade mycket svårt att hantera detta och stämde Judith ett flertal gånger och försökte få tillbaka Crabbetstuteriet och flockarna med hästar flyttades fram och tillbaka mellan Crabbet och Caxtons Farm. När hästarna var i hans kontroll svarade Blunt genom att sälja av ännu fler hästar och ibland till och med sköt han helt friska hästar för att få sin dotter att reagera. Stämningen gick senare till Judiths fördel år 1920 och Blunt och Judith slöt fred strax innan Blunts död 1922, i en ålder av 82 år.